# Athletica Vaticana
Athletica Vaticana è l'unica organizzazione polisportiva ufficiale dello Stato della Città del Vaticano; riassume in sé sia le caratteristiche di club sportivo (in quanto associazione sportiva dilettantistica di diritto italiano), sia quelle proprie di una federazione (potendo schierare propri contingenti di atleti sotto bandiera vaticana nelle manifestazioni per nazioni di varie discipline). La sede operativa è la "Casa vaticana dello sport" a Palazzo San Callisto, nella zona extraterritoriale vaticana a Trastevere, nel cuore di Roma, mentre la sede legale è in via del Pellegrino, all’interno delle mura vaticane.
Riconosciuta dalla Santa Sede e costituita a norma del Codice di diritto canonico, Athletica Vaticana è iscritta dall’8 novembre 2018 al progressivo 56 del Registro delle persone giuridiche canoniche dello Stato della Città del Vaticano. La Segreteria di Stato ne affida la giursdizione al Dicastero per la cultura e l'educazione, che ai sensi dell'articolo 154 della Costituzione apostolica Praedicate evangelium, promulgata da papa Francesco nel 2022, ha competenza di tipo ministeriale sullo sport in ambito vaticano..
Fanno parte dell'entità cittadini vaticani, dipendenti vaticani e di organismi direttamente collegati alla Santa Sede e i loro familiari diretti. 

## Storia

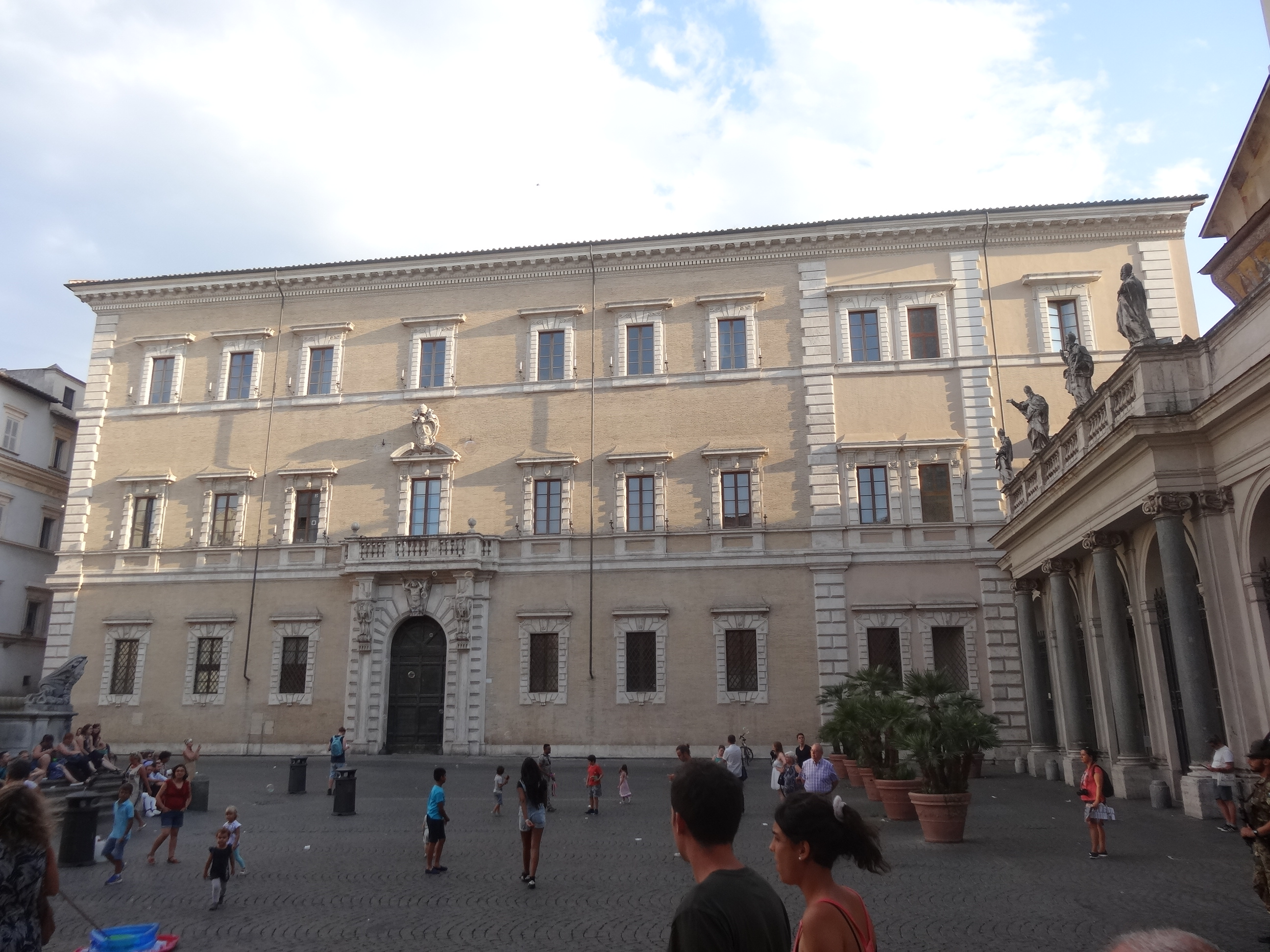
Palazzo San Callisto, sede operativa di Athletica Vaticana

Athletica Vaticana ha iniziato la sua attività il 1º gennaio 2019 nell’atletica leggera, affiliandosi come società sportiva alla Federazione italiana in virtù di un accordo bilaterale firmato appositamente l’11 settembre 2018 dalla Santa Sede e dal Comitato Olimpico Nazionale Italiano. Il 19 dicembre 2018 è poi stato sottoscritto il protocollo d’intesa con la Federazione Italiana Sport Paralimpici e Sperimentali, nell’ambito del Comitato Italiano Paralimpico, per dar vita a un progetto d'inclusione della pratica sportiva di persone con disabilità, arrivando poi alla formazione di un vero e proprio team paralimpico.
Nell’atletica leggera a livello internazionale, l’esordio di Athletica Vaticana (riconosciuta formalmente come federazione sportiva della Santa Sede, sotto denominazione Vatican Athletics) è avvenuto il 5 giugno 2021 in occasione dei Campionati dei Piccoli Stati d’Europa a San Marino: all’edizione precedente, nel 2019 in Montenegro, la polisportiva era stata invitata simbolicamente come ospite non in gara. Il team vaticano ha preso parte anche ai Campionati dei piccoli stati d'Europa di atletica leggera 2022; in tale circostanza Sara Carnicelli ha conquistato il terzo posto nella gara dei 5000 metri femminili. 
Nel 2022 Athletica Vaticana ha partecipato ai Giochi del Mediterraneo di Orano, in Algeria, ove Sara Carnicelli s'è piazzata nona nella mezza maratona.
Il 24 settembre 2021 l’Unione ciclistica internazionale (UCI) – e dunque anche l’Unione ciclistica europea (UEC) – ha riconosciuto Athletica Vaticana (sotto denominazione Vatican Cycling) come membro ufficiale numero 200. Il 25 settembre 2022 è avvenuto l'esordio al Campionato del mondo di ciclismo su strada in Australia: Rien Schuurhuis è stato il primo atleta di sempre a partecipare ufficialmente a un campionato del mondo assoluto, in qualsiasi disciplina sportiva, in rappresentanza della Città del Vaticano. Ha fatto poi seguito la partecipazione all’edizione 2023 del Mondiale, svoltasi a Glasgow.
Il 23 novembre 2021 la sezione taekwondo di Athletica Vaticana (sotto denominazione Vatican Taekwondo), è stata riconosciuta da World Taekwondo, divenendo il 211° membro ufficiale. Il 29 aprile 2022 è arrivato il riconoscimento ufficiale della International padel federation, che ha investito la sezione Vatican Padel del ruolo di ente di governo dell’attività vaticana nel padel. L’esordio ufficiale internazionale è avvenuto il 27 aprile in una partita contro San Marino.
Il 26 gennaio 2023 la squadra di cricket vaticana, attiva in modo informale da circa dieci anni, è entrata ufficialmente in Athletica Vaticana.
Al 2024 Athletica Vaticana ha intavolato trattative ai fini del riconoscimento delle varie sezioni da parte di organismi quali Confederazione europea di scherma, Federazione Italiana Pallacanestro, World Rugby e Fédération équestre internationale.

## Affiliazioni sportive
A tutto giugno 2024, Vaticana ha siglato accordi bilaterali e protocolli d'intesa a livello internazionale nelle seguenti discipline:
- Atletica leggera
- Ciclismo[10]
- Taekwondo[11]
- Padel[12]
- Cricket[13]
- Scherma
- Pallacanestro
- Rugby
- Equitazione